# チオフェン-2-カルボキシアルデヒド
チオフェン-2-カルボキシアルデヒド（英：Thiophene-2-carboxaldehyde）は構造式C4H3SCHOで表される有機硫黄化合物である。チオフェンカルボキシアルデヒドの2つの異性体のうちの1つである。無色の液体で、保管後に琥珀色になることが多い。エプロサルタン、アゾセミド、テニポシドなど多くの薬剤の前駆体として汎用される。  

## 生成
ビルスマイヤー・ハック反応によってチオフェンから生成できる 。あるいは、チオフェンのクロロメチル化から生成される。